# Винницкий областной совет
Винницкий областной совет (укр. Вінницька обласна рада) — представительный орган местного самоуправления Винницкой области Украины, представляющий интересы жителей области.
По состоянию на август 2025 года в коалиции входят "Украинская стратегия Гройсмана" (39 депутатов) и "Батькивщина" (11 депутатов). Оппозиция состоит из "ЕС" (11 депутатов), "Слуга народа" (8 депутатов), "За будущее" (7 депутатов), "Восстановление Украины" (7 депутатов) и один внефракционный депутат.

## Устройство
Состоит из 84 членов, избираемых на пятилетний срок. Чтобы получить место в Совете, партии необходимо пройти 5%-ый барьер.
На первом заседании нового созыва депутаты избирают председателя совета, его первого заместителя и трёх заместителей.
Совет избирает постоянные и временные комиссии.
Совет работает сессионно. Сессии состоят из пленарных заседаний и заседаний комиссий.

## Председатели облисполкома
- Лисовик, Александр Григорьевич февраль-октябрь 1932
- Трилисский, Алексей Лукич 1932 по 1937
- Горяной, Степан Артемович 1937 год
- Малютин, Иван Митрофанович 1937 по 1938
- Годов, Михаил Прокофьевич 1938 по октябрь 1941
- Бурченко, Дмитрий Тимофеевич 1945 по 1948
- Дементьев, Георгий Гаврилович 1948 по март 1956
- Слободянюк, Маркиян Сергеевич март 1956 по 1966
- Слободянюк, Дмитрий Онуфриевич январь 1963 по декабрь 1964
- Бугаенко, леонид Григорьевич 1966 по 1971
- Таратута, Василий Николаевич декабрь 1967 по 19 мая 1970
- Кавун, Василий Михайлович 19 мая 1970 по май 1978
- Темный, Василий Федорович май 1978 по ноябрь 1986
- Дидык, Николай Анатольевич ноябрь 1986 по 1991

## Председатели совета
- Аркадий Нехаевский (6 апреля 1990 — 10 января 1991)
- Николай Дидык (10 января 1991 — 17 апреля 1992)
- Поликарп Ткач (17 апреля 1992 — 10 июля 1994)
- Николай Мельник (10 июля 1994 — июнь 1996)
- Иван Бондарчук (19 июля 1997 — 21 апреля 1998)
- Григорий Калетник (21 апреля 1998 — апрель 2002)
- Юрий Иванов (апрель 2002 — 27 апреля 2006)
- Григорий Заболотный (27 апреля 2006 — 11 ноября 2010)
- Сергей Татусяк (11 ноября 2010 — 26 февраля 2014)
- Сергей Свитко (26 февраля 2014 — 27 ноября 2015)
- Анатолий Олейник (27 ноября 2015 — 20 ноября 2020)
- Вячеслав Соколовый (20 ноября 2020 — н.в.)